# Демидович, Юрий Игоревич
Ю́рий И́горевич Демидо́вич (родился 19 ноября 1996 в Минске, Белоруссия) — белорусский певец, представитель Белоруссии на детском конкурсе песни «Евровидение» 2009 в Киеве. Стал известен благодаря песне «Волшебный кролик». Впоследствии — дирижёр Оперного театра Московской консерватории.

## Биография
С детства мечтал стать профессиональным музыкантом. Любимые жанры — классическая музыка и рэп. Любимыми исполнителями Демидовича являются Робертино Лоретти, Беньямино Джильи, Энрико Карузо, Лучано Паваротти, любимыми композиторами — Вольфганг Амадей Моцарт, Йозеф Гайдн, Иоганн Себастьян Бах, Фредерик Шопен. Играет на фортепиано.
Пел в Капелле мальчиков под руководством Владимира Глушакова, став её солистом, часто выступал с ней с гастролями в Европе. Учился в гимназии-колледже при Белорусской государственной академии музыки, который закончил в 2014 году.
Ожидалось, что Юра Демидович снимется в фильме ужасов «Масакра» киностудии Беларусьфильм Однако он отказался от съёмок из-за того, что «публика и так неверно воспринимала его песню». По этой же причине не стал выступать на фестивале в Минске перед группой «The Prodigy».
21 ноября Юра выступил на международном конкурсе песни «Детское Евровидение 2009», заняв девятое место. 2 января 2010 года в Москве в клубе Ikra состоялся первый сольный концерт Юры Демидовича. В том же году выпустил диск «Кто бы вы думали?!», в который вошли как «Волшебный кролик», так и другие песни, написанные Ярославом Глушаковым (соавтор знаменитой песни), также произведения классического репертуара.
С 2015 года учился в Московской государственной консерватории им. П. И. Чайковского — на кафедре хорового дирижирования (класс Станислава Калинина), кафедре сольного пения (класс Алексея Мартынова), занимался композицией у Валерия Кикты. По окончании четвёртого курса перевелся на кафедру оперно-симфонического дирижирования (класс Вячеслава Валеева), которую с отличием окончил в 2021 году. С того же года — ассистент-стажер Московской консерватории и дирижёр Оперного театра Московской консерватории. В 2021 г. выступил дирижёром-постановщиком оперы «Алеко» Рахманинова.
В 2022 году стал обладателем специального приза Международного конкурса пианистов, композиторов и дирижёров им. С. В. Рахманинова (Москва). Дирижировал Концертным симфоническим оркестром Московской консерватории, оркестром студентов Московской консерватории на выступлениях Дениса Мацуева.

## Волшебный кролик
Песня «Волшебный кролик» получила известность после полуфинала национального отборочного конкурса, который прошёл 1 июня 2009, а 10 сентября победила в финале национального отборочного конкурса. Несмотря на то, что песня предназначалась для участия в национальном отборочном конкурсе детского «Евровидения», некоторые пользователи Интернета увидели в тексте песни не соответствующий формату конкурса смысл.
В частности, в Министерство культуры Республики Беларусь, Государственный Комитет по делам религии и национальностей при Совете Министров Республики Беларусь, Белорусскую Православную Церковь, Римско-католический Костёл в Белоруссии и Белтелерадиокомпанию были отправлены письма для проверки текста песни на предмет возможного скрытого содержания и с целью отстранения песни Юры Демидовича от участия в национальном отборочном конкурсе как не соответствующей формату конкурса. Однако инициированная проверка не обнаружила скрытого содержания в тексте песни, а сама песня была признана соответствующей правилам «Евровидения». По словам самого Юры, присутствующие в его песне якобы латинские слова на самом деле ничего не означают, а являются лишь игрой слов. Всплеск интереса со стороны Интернета к своей песне, по словам Юры, помог ему в работе над выступлением.
В основу белорусскоязычной версии песни для сборника «Тузін. Перазагрузка» лёг перевод литератора Сергея Балахонова «Чароўны трусік». Показательно, что юный исполнитель отказался использовать в данной версии белорусское слово «трусік» (от бел. трус — «кролик») и тем самым фактически ввел в белорусский язык русизм «кролік».

### Евровидение-2009
На состоявшейся 13 октября жеребьёвке порядка выступлений Юра получил право выступать в Киеве двенадцатым (из тринадцати участников), между представителями Бельгии и Македонии. Незадолго до финала Юра упал со сцены и сломал большой палец на руке.
В финале конкурса, который состоялся 21 ноября в Киеве, Юра занял 9 место и получил 48 очков, включая 12 автоматически начисленных в начале конкурса.

### Альбом «Кто бы вы думали?!»
1 июля 2010 года у Юры Демидовича выходит дебютный альбом с названием «Кто бы вы думали?!», в которой вошли как знаменитая «Волшебный кролик», так и другие песни, которые написал Ярослав Глушаков (соавтор «Волшебного кролика»). Кроме того, на альбоме есть примеры классического репертуара Демидовича.
Список треков:
1. Волшебный кролик (муз. и сл. Ю. Демидовича — Я. Глушакова)
2. Темная ночь — Club mix (муз. Н. Богословского — Я. Глушакова)
3. Стала просторней душа (муз. Я. Глушакова, японская поэзия средневековья)
4. Caruso (муз. и сл. Л. Далла)
5. Холестерин (муз. и сл. Я. Глушакова)
6. O Sole Mio (муз. Э. Капуа, сл. Дж. Капурро)
7. Между Небом и Землей (муз. О. Воробьевой, сл. О. Хайама)
8. Играй в Хоккей! (муз. и сл. Я. Глушакова)
9. Чароўны Кролік — Кремлёвский микс (муз. и сл. Я. Глушакова)
10. Night Serenade (муз. и сл. Я. Глушакова) (бонус-трек)
11. Valentine’s Day (муз. и сл. Я. Глушакова) (бонус-трек)

### Отказ от «Волшебного кролика»
В мае 2010 года, выйдя на сцену минского клуба «Граффити», Юра Демидович заявил, что не будет петь «Волшебного кролика». «За „Волшебного кролика“ я уже своё получил».
На официальном сайте Юры Демидовича, а также в СМИ, сообщения о том, что Юра Демидович больше не будет исполнять «Волшебного кролика», появились 27 сентября 2010 года. В частности, он объяснил это тем, что «нужно расти творчески, а не стоять на одном месте». Кроме того, на решение певца повлияли и отклики, обрушившиеся на эту песню и её авторов. «Другой причиной стало появление и накручивание явно выдуманной истории об „оккультном“ содержании песни или номера, исполненного на „Детском Евровидении“ в 2009 году. Юра и его семья столкнулись с неожиданной, весьма некорректной реакцией.»
3 апреля 2011 года Юра Демидович выпустил отдельным релизом ремикс на одну из песен альбома «Кто Бы Вы Думали?!» — «Душа» (Synops remix). Он распространяется бесплатно в виде mp3 и несжатого wav-файла с сайта певца, имеет электронную обложку. Ремикс сделала группа Synops из Кишинёва.